# Obrh (Dolenjske Toplice, Slovenija)
Obrh je naselje u slovenskoj Općini Dolenjskim Topllicama. Obrh se nalazi u pokrajini Dolenjskoj i statističkoj regiji Jugoistočnoj Sloveniji. 

## Stanovništvo
Prema popisu stanovništva iz 2002. godine naselje je imalo 82 stanovnika.